# Руденковский сельский совет (Новосанжарский район)
Руденковский сельский совет (укр. Руденківська сільська рада) — входит в состав
Новосанжарского района
Полтавской области
Украины.
Административный центр сельского совета находится в 
с. Руденковка.

## Населённые пункты совета
- с. Руденковка
- с. Дубина
- с. Марьяновка
- с. Пудловка